# Benoît Debie
 (août 2017).
Si vous disposez d'ouvrages ou d'articles de référence ou si vous connaissez des sites web de qualité traitant du thème abordé ici, merci de compléter l'article en donnant les références utiles à sa vérifiabilité et en les liant à la section « Notes et références ».
Pour les articles homonymes, voir Debie.
Benoît Debie est un directeur de la photographie belge.

## Biographie
Après des études de Cinéma à l'école IAD près de Bruxelles, il commence sa carrière dans la télévision sur la chaine RTL et travaille sur des projets extérieurs comme pour la publicité, des clips, de l'assistanat avec les frères Dardenne (1999). Il apprend son métier, expérimente pendant dix ans.
Il fait impression dans le court métrage : Quand on est amoureux c'est merveilleux de Fabrice du Welz, ami proche et collègue de télé. Après cela, il s'embarque sur Irréversible avec le réalisateur Gaspar Noé, qui deviendra un bon compagnon de travail. À la suite de cela, le chef de file du genre Giallo le remarque. Il se retrouve sous l'aile de Dario Argento, sur le film The Card Player, en tant que chef opérateur. Il se glorifie de travailler avec celui que l'on appelle ''Il maestro'', une expérience enrichissante à ses yeux. Il enchaine alors les films et quitte la télé pour se consacrer pleinement à sa passion, le cinéma.
Benoit continuera ensuite à travailler avec Fabrice Du Welz sur Calvaire puis Vinyan tourné en Thaïlande ainsi que Colt 45 à Paris. Il apprendra à éclairer de différentes manières sur chacun des films, avec une image souvent naturelle mais prenante, magnifiant beaucoup d'œuvres de Spring Breakers de Harmony Korine, aux films de Gaspar Noé à Lucile Hadžihalilović, sans oublier le premier film de Ryan Gosling, Lost River.

## Style
Sur Irréversible, Gaspar Noé le pousse à ne pas utiliser de projecteurs de cinéma pour pouvoir faire des plans à 360 degrés. Le réalisateur aimerait que son film ressemble à un fait-divers, avec une image naturelle. Il travaille avec la déco pour faire un habillage lumineux, ils pensent ensemble à la vibrance des murs, aux couleurs, à la place des appliques. Sur le film Innocence, il travaille avec le soleil, des réflecteurs, des miroirs pour n'utiliser que la lumière et la renvoyer.
Son père lui offre son premier appareil photo avec lequel il s'amuse beaucoup. Depuis, il ne cesse de collectionner de nombreuses photos. Il capture les ambiances de ces voyages, de lieu, de rues et les utilise comme référence, comme un écrivain qui prendrait des notes dans son calepin. Il analyse la lumière, ce qu'il voit et essaye ensuite de l'interpréter. Il préfère jouer avec la lumière naturelle et l'accentuer, la rendre plus intense. Il aime travailler avec des couleurs fortes et prône aussi le noir comme étant une couleur. Il se sert du noir pour rendre compte d'une situation, tel un silence dans une musique. Il travaille avec de faible moyens, utilise la lumière ambiante d'une ville, d'un décor. Il aime les défis, cela le pousse à chercher, créer, réinventer. Quand il parle de Harmony Korine , il le désigne comme étant un homme au goût plastique très prononcé et le projet de Spring Breakers l'excite beaucoup : très pop, sexy, fluorescent, vibrant, avec beaucoup de caméra à l'épaule. Il exploite une palette de couleurs hors normes.

## Filmographie
- 1999 : Quand on est amoureux c'est merveilleux (court-métrage) de Fabrice Du Welz
- 2000 : La Télévision (court-métrage) de Marc-Olivier Picron
- 2002 : Irréversible de Gaspar Noé
- 2004 : Card Player (Il Cartaio) de Dario Argento
- 2004 : Calvaire de Fabrice Du Welz
- 2004 : Innocence de Lucile Hadžihalilović
- 2006 : Enfermés dehors d'Albert Dupontel
- 2006 : Day Night Day Night de Julia Loktev
- 2007 : Joshua de George Ratliff
- 2008 : Vinyan de Fabrice Du Welz
- 2008 : New York, I Love You
- 2009 : Infectés (Carriers) d'Àlex et David Pastor
- 2009 : Passage (court-métrage) de Shekhar Kapur
- 2010 : Enter the Void de Gaspar Noé
- 2010 : The Runaways de Floria Sigismondi
- 2012 : Kill the Gringo (Get the Gringo) d'Adrian Grunberg
- 2012 : Spring Breakers d'Harmony Korine
- 2014 : Lost River de Ryan Gosling
- 2014 : Colt 45 de Fabrice Du Welz
- 2014 : Every Thing Will Be Fine de Wim Wenders
- 2015 : Love de Gaspar Noé
- 2016 : La Danseuse de Stéphanie Di Giusto
- 2018 : Les Frères Sisters (The Sisters Brothers) de Jacques Audiard
- 2018 : Climax de Gaspar Noé
- 2019 : The Beach Bum d'Harmony Korine
- 2019 : Lux Æterna de Gaspar Noé
- 2021 : Vortex de Gaspar Noé
- 2026 : Karma de Guillaume Canet

## Distinctions

### Récompenses
- Independent Spirit Awards 2013 : meilleure photographie pour Spring Breakers
- Festival international du film de Catalogne 2009 : meilleure photographie pour Enter the Void
- Prix Lumières 2019 : Prix Lumières de la meilleure photographie pour Les Frères Sisters[1],[2].
- César 2019 : César de la meilleure photographie pour Les Frères Sisters[3].

### Nominations
- Prix Lumières 2017 : Prix Lumières de la meilleure photographie pour La Danseuse
- Prix Lumières 2019 : Prix Lumières de la meilleure photographie pour Climax